# 焦尔哈德
焦尔哈德（Jorhat，i/ˈdʒɔːrhɑːt/），是印度阿萨姆邦焦尔哈德县的一个城镇和行政中心。总人口66450（2001年）。

## 人口
该地2001年总人口66450人，其中男性36366人，女性30084人；0—6岁人口6268人，其中男3230人，女3038人；识字率82.14%，其中男性为84.78%，女性为78.95%。